# Гіберніанс (стадіон)
«Гіберніанс» (англ. Hibernians Stadium) — багатофункціональний стадіон у місті Паола, Мальта, відкритий 9 листопада 1986 року. Є домашнім стадіоном футбольного клубу «Гіберніанс».

## Історія
«Гіберніанс» став першим мальтійським клубом, який отримав власне футбольне поле. А проте клуб грає більшість своїх матчів у чемпіонаті на Національному стадіоні в Та'Калі, оскільки майже всі ігри мальтійської Прем'єр-ліги проходять там.
Клуб використовує стадіон для повсякденних тренувань. Крім цього, на арені проходять матчі другого дивізіону країни, а також матчі збірної Мальти з регбі.

## Характеристика
На території стадіону є роздягальні з душовими, фізіотерапевтичний кабінет, зал засідань. Трибуни можуть вмістити близько 8000 глядачів. На трибунах є дві різних секції і VIP-зона. Стадіон також оснащений табло та системою прожекторів.